# Rob & Big
Rob & Big är en amerikansk realityserie där man följer en professionell skateboardåkare, Rob Dyrdek och hans bäste vän Christopher "Big Black" Boykin. Över 70 miljoner tittade på den första säsongen. Showen hade premiär den 4 november 2006, och efter 32 avsnitt lades serien ner 23 april 2008.